# Albert Delannoy
Albert Léon Delannoy (Parigi, 13 febbraio 1881 – Parigi, 19 maggio 1944) è stato un lunghista e triplista francese.
Partecipò alle Olimpiadi 1900 di Parigi nelle gare di salto in lungo e salto triplo. In entrambe le gare ottenne il quinto posto.